# Ludwig Schüler
Ludwig Schüler (Kassel, 6 de janeiro de 1836 - Marburgo, 31 de março de 1930) foi um político alemão e prefeito de Marburgo de 17 de Setembro de 1884 até 20 de Maio de 1907. Em Janeiro de 1911 foi nomeado cidadão honorário.